# Zenon (futebolista)
Zenon de Souza Farias (Tubarão, 31 de março de 1954) é um ex-futebolista brasileiro que atuava como meio-campista.
Como jogador, Zenon atuava como meio-campista armador, posição na qual se destacou graças a qualidades como a precisão de seus lançamentos e cobranças de faltas.
Atualmente, Zenon reside na cidade de Campinas, trabalha como comentarista esportivo em meios de comunicação. Também promove e atua em amistosos da Seleção Brasileira Masters e do Corinthians Masters.

## Carreira
Zenon iniciou sua carreira profissional no Hercílio Luz Futebol Clube de sua cidade natal.
Em 1971, buscou a sorte em Porto Alegre, mas foi rejeitado no Grêmio. Ainda jogava como ponta-direita, mas marcava poucos gols. Então teve de voltar ao banco de reservas dos juvenis do Hercílio Luz. Foi então que Zenon passou a jogar no meio de campo e encontrou seu verdadeiro espaço.
No ano seguinte, atuou pelo Avaí, onde foi Campeão Catarinense em 1973 e 1975.

### Guarani
Se transferiu para o Guarani em 1976, onde foi um dos principais destaques do time que se consagrou campeão brasileiro de 1978. Durante a campanha, anotou 13 gols e se tornou um dos principais jogadores do país. Em todas as fases eliminatórias o camisa 10 participou marcando gols ou dando assistências. Na semifinal, fez um gol de falta no ângulo contra o Vasco, no Maracanã, e no primeiro jogo da final marcou o gol de pênalti que deu a vantagem ao Bugre para o jogo decisivo.
Em Campinas, Zenon casou-se com Cilene, tornou-se pai de Adinam e Leonardo e se formou em Educação Física na PUCCAMP, em 1979.
Em 1980, deixou o Bugre para o futebol árabe, jogando pelo Al Ahli saudita.

### Corinthians
Zenon chegou ao Corinthians em 1981, após o então presidente Vicente Matheus pegar um avião e ir pessoalmente buscar o meia-esquerda no Al-Ahli. Foi um dos destaques da campanha do bicampeonato paulista em 82/83, no time conhecido como Democracia Corintiana, jogando no meio-campo ao lado do Biro-Biro e Sócrates.
Seu último jogo com a camisa do Corinthians foi no Clássico Alvinegro contra o Santos, onde o Timão venceu o adversário por 2 a 0, na Vila Belmiro, em partida válida pelo Torneio de Verão Cidade de Santos, com gols de Lima e João Paulo, e foi campeão.
Zenon atuou pelo Corinthians durante seis anos, de 1981 a 1986, jogou 304 partidas e marcou 60 gols vestindo a camisa alvinegra.

### Fim de carreira
Zenon de Sousa saiu do Timão em 1986 para atuar pelo Atlético-MG. No mesmo ano, foi campeão mineiro, marcando um gol na competição. Ficou no Galo até 1988 e com a camisa alvinegra fez 100 jogos e marcou 3 gols.
Também atuou pela Portuguesa de Desportos, em 88, teve um breve retorno ao Guarani e ainda jogou pelo Grêmio Maringá, em 1990.
Encerrou a carreira no São Bento de Sorocaba, em 1992.

### Seleção Brasileira
Foi convocado pela primeira vez para a Seleção Brasileira em 1979, quando ainda atuava pelo Guarani. Porém, teve poucas chances com a "amarelinha": jogou pela Seleção em 6 partidas (três vitórias, um empate e duas derrotas).

### Seleção Brasileira de Masters
Zenon ainda jogou por um tempo pela Seleção Brasileira de Masters, organizada por Luciano do Valle, conquistando por três vezes a extinta Copa Pelé.

### Seleção Avaiana
Uma eleição feita em 1998 com um grupo de torcedores, jornalistas e ex-atletas do Avaí, apontou aqueles que seriam os melhores jogadores da história do clube até aquela data. Zenon foi escolhido um dos meias desta seleção.

## Títulos
Avaí
- Campeonato Catarinense: 1973 e 1975
- Torneio Ivo Reis Montenegro: 1975
- Torneio Triangular Internacional: 1975
- Torneio Incentivo: 1975
- Torneio Domingos Machado de Lima: 1975

Guarani
- Campeonato Brasileiro: 1978

Corinthians
- Campeonato Paulista: 1982 e 1983
- Taça Cidade de Porto Alegre: 1983
- Copa da Feira de Hidalgo: 1981[13]
- Taça Governador do Estado: 1984
- Copa dos Campeões: 1984
- Torneio Internacional de Verão: 1985
- Copa das Nações: 1985

Atlético-MG
- Campeonato Mineiro: 1986[7] e 1988

Seleção Brasileira (Masters)
- Copa do Mundo de Masters: 1989, 1991 e 1995